# 안도 노부토모

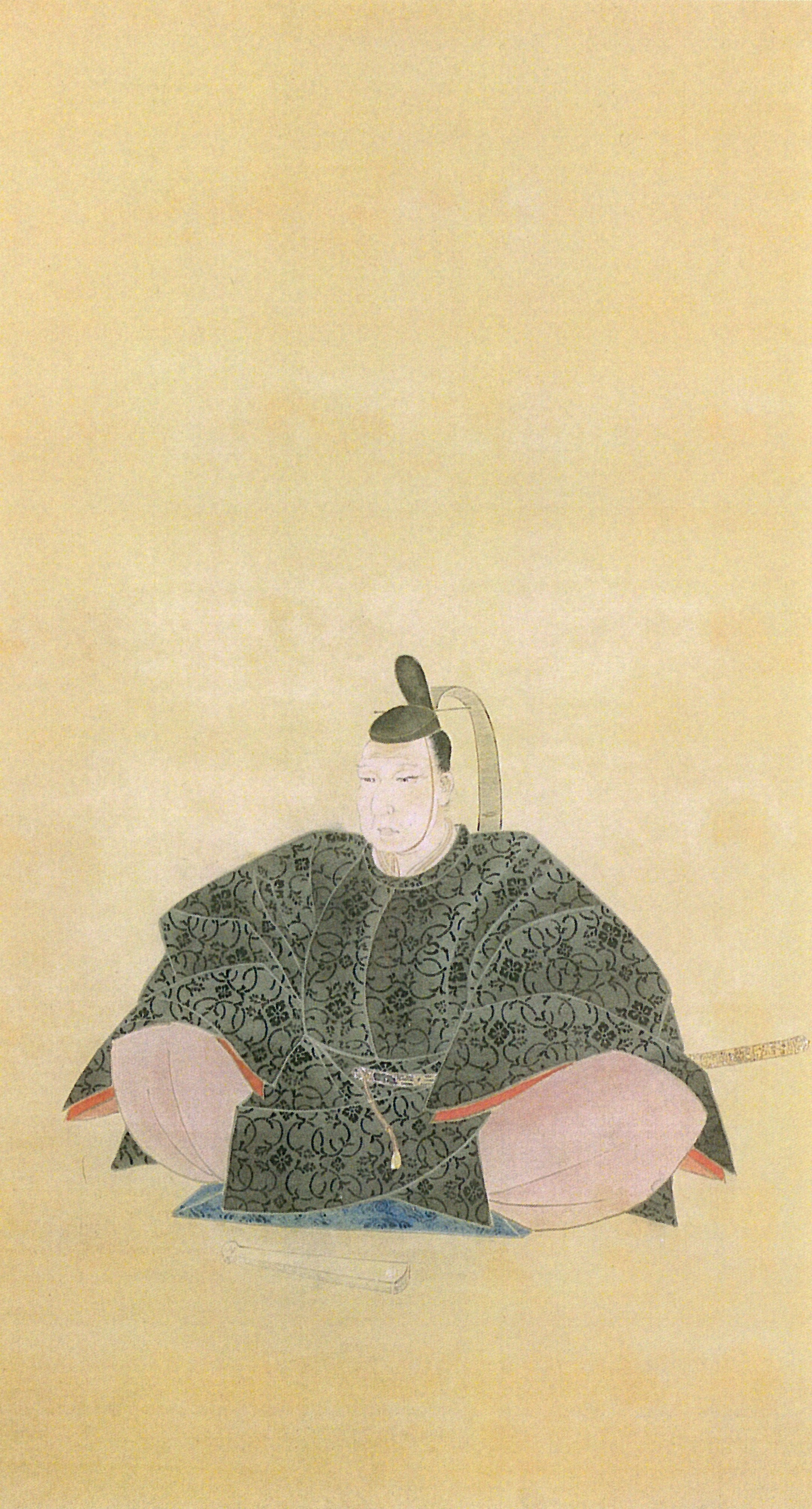
안도 노부토모

안도 노부토모(일본어: 安藤信友, 1671년 ~ 1732년 9월 13일)는 에도 시대 중기의 다이묘이다. 빗추 마쓰야마 번 제2대 번주, 미노 가노번 초대 번주를 지냈다. 안도가 제4대 당주. 도쿠가와 요시무네 시대에는 노중을 역임하였다.
다카사키번주 안도 시게히로의 장남으로 태어났다.
| 전임 안도 시게히로 | 제2대 빗추 마쓰야마 번 번주 (미카와 안도가) 1698년 ~ 1711년 | 후임 이시카와 후사요시 |

| 전임 마쓰다이라 미쓰히로 | 제1대 가노번 번주 (미카와 안도가) 1711년 ~ 1732년 | 후임 안도 노부타다 |

| 전임 나이토 가즈노부 | 제21대 오사카 조다이 1718년 ~ 1722년 | 후임 마쓰다이라 노리사토 |